# 秋月種道
秋月 種道（あきづき たねみち）は、南北朝時代の武将。

## 経歴・人物
建武3年/延元元年（1336年）、多々良浜の戦いにて宮方に属し戦うが、20余人の同族を失い大敗を喫す。種道は戦線を離脱し大宰府まで落ち延びるが追手に囲まれ、同年3月2日遂に討死した。